# Broomy
Broomy var en civil parish från 1868 till 1932 då den blev en del av Ellingham, i grevskapet Hampshire, i England. Civil parish var belägen 5 km från Ringwood och hade 209 invånare år 1931.